# قانون الملكية الثقافي الروسي
لقد بدأت تطفو المشكلات التي كانت تطوّق خسائر الحرب والتعويضات بعد الحرب العالمية الثانية، في عام 1945 تحديدًا. فقد سُلِبت المقتنيات الثقافية الألمانية من طريق نقلها إلى الاتحاد السوفيتي. على مر السنين، عند تفكك اتحاد الجمهوريات الاشتراكية السوفياتية، بحسب القول لقد أخذت المقتنيات الثقافية بالحسبان بوصفها مشكلة ظهور حق الملكية. وتبعًا لذلك، ظهرت النقاشات بين مجلس الدوما (Duma) الروسية وحكومة يلتسين(Yeltsin) مع تركيز مجلس الدوما على تعويضات خسائر الحرب لروسيا، وتركيز يلتسين للمحافظة على الاتفاقيات والعلاقات الدولية. نشأت العديد من النضالات مع تفاقم حدة النقاش، ولكن نُقِل التشريع للقانون الفيدرالي للمقتنيات الثقافية إلى الاتحاد السوفيتي في نهاية المطاف، بسبب الحرب العالمية الثانية في إقليم يقع في الاتحاد الروسي. 

## خلفية
في أثناء نهاية الحرب العالمية الثانية، تجادل بعضهم عما قد يُعرف بالأعمال الانتقامية، وآخرون مطالبين بتعويضات تغطي الخسارة الهائلة للملكيات الثقافية، التي عانى منها الاتحاد السوفيتي، مثلًا: المقتنيات الثقافية (التي تشمل الكتب، والفن، وأدوات فنية...)، وبالتالي كانت (إما مسروقة أو نقلت إلى مكان أخر) من ألمانيا. جرى إخفاء وجود المقتنيات الثمينة حتى نُفِي وجودها على أكمل وجه، وذلك منذ نهاية الحرب.
في المجموع النهائي خلال الحرب، تقريبًا 30 مليون مواطن من الاتحاد السوفيتي لقوا مصرعهم نتيجةً لمعسكرات الاعتقال، والتعذيب، وتجويعهم حتى الممات، والقتل بِدم بارد. عانى الاتحاد السوفيتي معاناة هائلة بسبب خسائر الحرب، ليس فقط بخسارة الملكيات الثقافية بل بفقدانهم للملايين من مواطنيهم. في حين وقعت حادثة انهيار الاتحاد السوفيتي، بدأت الفيدرالية الروسية بالظهور شيئًا فشيئًا، إذ ذكرت المقتنيات الموجودة، التي جرى إخفائها، وبدأت تظهر في العلن، بسبب ارتفاع المشكلات لحق الملكية.

## مناقشة

### عَمَل يلتسين لصالح التعويضات عام 1992
بحلول العام 1992، أصدرت الحكومة الروسية قرارًا وعرف بمفوضية الدولة لإعادة المقتنيات الثقافية، التي كانت مهمتها تقرير مصير المشكلات المتعلقة بإعادة المقتنيات. على أية حال، أنجزت المفوضية أقل من المطلوب، وكانت في أثناء حادثة التوقف أي في يونيو 1993، التي ألغيت بعد فترة وجيزة بحلول مارس 2001. كانت هنالك العديد من الاتفاقيات الثنائية مع دول عدة، وتشمل: (بلجيكا، وبلغاريا، والدنمارك، وألمانيا، واليونان، والمجر، ولوكسمبرغ، وبولندا، والمملكة المتحدة)، لاسترداد متبادل للمقتنيات الثقافية المشردة، التي لم يرد ذكرها في أثناء صدور قرار المحكمة في عام 1999 عن قانون الدستورية الروسي رقم 1998، إذ وجدت الاتفاقيات الدولية لتترأس القوانين المحلية. على أية حال، أعيدت الكتب فقط إلى الغرب من قبل روسيا، وذلك في يونيو 1992. أيضًا، أعيد 600 كتاب هولندي إلى هولندا. وتعد هذه التقديرات جزءًا صغيرًا من الثلاثين ألف كتاب، التي وصلت إلى الاتحاد السوفيتي آنذاك. لم تدم فكرة الاسترداد إلا فترة وجيزة، وبعد حين تحولت إلى مطالبات بالتعويض. 

### توقيف مجلس الدوما التعويضات لعام 1994
في أوائل عام 1994، تحدرت فكرة الاسترداد إلى التوقف، وبدأت النقاشات تنشأ باسم المقتنيات الثقافية. تولى نواب مجلس الدوما مسؤولية بداية النقاش بإعلانهم عن وجود نقص في القوانين الدولية، وضعف التشريع المحلي، لتبرير رفضهم، الذي جاء في السياق ليرخص لهم المزيد من الاستردادات. وقد حدث ما حدث عندما رفض النواب إرجاع السجلات الفرنسية، التي كانت إحدى نصوص الاتفاقيات لعام 1992. أخذت المطالبات للتعويضات لخسائر الحرب والدمار ترتفع من جهة نواب مجلس الدوما، توحي بتكلفة رسم التخزين للدول، التي حافظت روسيا على مقتنياتهم من الأضرار أو السرقة مدة 50 سنة؛ وعلاوةً على ذلك، فإن الاسترداد الوحيد الذي يمكن أن تحصل عليه من المقتنيات الثقافية الدول هو من طريق التبديل بالمقتنيات الثقافية الروسية، وذلك بسبب جدال النواب حول هذه النقطة، التي هي أن العديد من المقتنيات الثقافية التي نهبت من روسيا كانت تدور حول مناطق المحيط نظرًا إلى منطقة احتلال الولايات المتحدة لألمانيا. ومن ناحية أخرى، فإن الدعم القادم من بعض المميزين والمشرّعين الروس لم يبدد الجدال الحاصل، الذي تضمن الآتي، كانت جميع المقتنيات الثقافية التي صدرت إلى موسكو تحت أوامر الحكومة، وقد نفذت جميعها قانونيًا. ولكن مع ذلك، يوجد الجزء الآخر من النقاش، الذي كان مدعومًا بوساطة حكومة يلتسين، التي قد تجادلت من أجل وجود حل وسط وظروف دولية ملائمة.

### اقتراح لجنة الدوما لقانونَي 1995 و1996
استمر النقاش لستة أعوام. عقد مؤتمر دولي كبير في مدينة نيويورك في يناير 1995 الملقب باسم «غنائم الحرب»، إذ تناول الحوار الدولي، المشكلات التي تحيط بالمقتنيات الثقافية التي نهبت أو جرى تغيير مكانها عند بداية نهاية الحرب العالمية الثانية في نهاية المطاف.
أولًا، من الجدير بالذكر قول إن أية اتفاقية سلمية (قد ذكرت)، قد تعمل لصالح الفن أو أية ملكية ثقافية أخرى، يمكن استغلالها بوصفها غرضًا للتعويض.